# Muskego
Muskego ist eine Stadt im Waukesha County im Südosten des US-amerikanischen Bundesstaates Wisconsin. Das U.S. Census Bureau ermittelte bei der Volkszählung 2020 eine Einwohnerzahl von 25.031.
Muskego ist Bestandteil der Metropolregion Milwaukee. 

## Geografie
Muskego liegt im Südwesten Wisconsins, im südwestlichen Vorortbereich von Milwaukee. Die geografischen Koordinaten von Muskego sind 42°54′21″ nördlicher Breite und 88°08′20″ westlicher Länge. Das Stadtgebiet erstreckt sich über eine Fläche von 93,19 km², die sich auf 81,85 km² Land- und 11,34 km² Wasserfläche verteilen. 
Nachbarorte von Muskego sind New Berlin (an der nördlichen  Stadtgrenze), Hales Corners (8,4 km nordöstlich), Franklin (an der östlichen Stadtgrenze), Caledonia (27,2 km südöstlich), Wind Lake (an der südlichen Stadtgrenze), Waterford (15,8 km südwestlich), Big Bend (an der westlichen Stadtgrenze) und Waukesha (16,7 km nordwestlich).
Die nächstgelegenen Großstädte sind Milwaukee (30,7 km nordöstlich), Wisconsins Hauptstadt Madison (123 km westlich), Rockford in Illinois (129 km südwestlich) und Chicago in Illinois (143 km südlich).

## Verkehr
Entlang der nordwestlichen Stadtgrenze verläuft der Interstate Highway I-43, der Milwaukee mit Rockford in Illinois verbindet. Der U.S. Highway 45 bildet im Südosten die östliche Stadtgrenze. Aus nordöstlicher Richtung kommend führt der Wisconsin State Highway 36 durch den Südosten des Stadtgebiets. Alle weiteren Straßen sind untergeordnete Landstraßen, teils unbefestigte Fahrwege sowie innerstädtische Verbindungsstraßen.
Der nächste Flughafen ist der Milwaukee Mitchell International Airport in Milwaukee (21 km ostnordöstlich).

## Bevölkerung
Nach der Volkszählung im Jahr 2010 lebten in Muskego 24.135 Menschen in 9068 Haushalten. Die Bevölkerungsdichte betrug 294,9 Einwohner pro Quadratkilometer. In den 9068 Haushalten lebten statistisch je 2,65 Personen. 
Ethnisch betrachtet setzte sich die Bevölkerung zusammen aus 97,2 Prozent Weißen, 0,3 Prozent Afroamerikanern, 0,2 Prozent amerikanischen Ureinwohnern, 0,9 Prozent Asiaten sowie 0,4 Prozent aus anderen ethnischen Gruppen; 1,0 Prozent stammten von zwei oder mehr Ethnien ab. Unabhängig von der ethnischen Zugehörigkeit waren 2,3 Prozent der Bevölkerung spanischer oder lateinamerikanischer Abstammung. 
25,1 Prozent der Bevölkerung waren unter 18 Jahre alt, 62,0 Prozent waren zwischen 18 und 64 und 12,9 Prozent waren 65 Jahre oder älter. 50,7 Prozent der Bevölkerung war weiblich.
Das mittlere jährliche Einkommen eines Haushalts lag bei 84.075 USD. Das Pro-Kopf-Einkommen betrug 37.313 USD. 3,6 Prozent der Einwohner lebten unterhalb der Armutsgrenze.